# Colombia en la Copa América 2004
La Selección de Colombia fue uno de los 12 equipos participantes en la Copa América 2004, torneo que se llevó a cabo entre el 6 y el 25 de julio de 2004 en Perú, donde la selección lograría el cuarto puesto del torneo.

## Plantel
| #     | Nombre | Posición | Edad | Club |
| ----- | --- | --- | --- | --- |
| 1     | Juan Carlos Henao                                                                                             | Arquero | 32 | Once Caldas                                                                                                   |
| 12    | Bréiner Castillo                                                                                              | Arquero | 26 | Deportivo Cali                                                                                                |
| 2     | Andrés Felipe González                                                                                        | Defensa | 20 | América de Cali                                                                                               |
| 4     | Brahaman Sinisterra                                                                                           | Defensa | 28 | Arminia Bielefeld                                                                                             |
| 5     | Andrés Orozco                                                                                                 | Defensa | 23 | Racing Club                                                                                                   |
| 20    | Gustavo Victoria                                                                                              | Defensa | 24 | Çaykur Rizespor                                                                                               |
| 22    | Gonzalo Martínez                                                                                              | Defensa | 28 | Napoli |
| 21    | Hayder Palacio                                                                                                | Defensa | 24 | Junior |
| 13    | Arley Dinas                                                                                                   | Defensa | 30 | Deportes Tolima                                                                                               |
| 3     | Jaime Castrillón                                                                                              | Mediocampista                                                                                                 | 21 | Independiente Medellín                                                                                        |
| 6     | Óscar Díaz | Mediocampista                                                                                                 | 32 | Deportivo Cali                                                                                                |
| 8     | David Ferreira                                                                                                | Mediocampista                                                                                                 | 24 | América de Cali                                                                                               |
| 10    | Neider Morantes                                                                                               | Mediocampista                                                                                                 | 28 | Independiente Medellín                                                                                        |
| 15    | Jhon Viáfara                                                                                                  | Mediocampista                                                                                                 | 25 | Once Caldas                                                                                                   |
| 17    | Jairo Patiño                                                                                                  | Mediocampista                                                                                                 | 26 | Newell's Old Boys                                                                                             |
| 18    | Abel Aguilar                                                                                                  | Mediocampista                                                                                                 | 19 | Deportivo Cali                                                                                                |
| 19    | José Antonio Amaya                                                                                            | Mediocampista                                                                                                 | 23 | Junior |
| 7     | Tressor Moreno                                                                                                | Delantero | 25 | Deportivo Cali                                                                                                |
| 9     | Sergio Herrera                                                                                                | Delantero | 23 | América de Cali                                                                                               |
| 11    | Elkin Murillo                                                                                                 | Delantero | 26 | LDU de Quito                                                                                                  |
| 14    | Edixon Perea                                                                                                  | Delantero | 20 | Atlético Nacional                                                                                             |
| 16    | Edwin Congo                                                                                                   | Delantero | 27 | Levante |
| D. T. | Reinaldo Rueda Jugador No convocado (N°23) Julián Ramiro Viafara Arquero [26] América de Cali Cali (Colombia) | Reinaldo Rueda Jugador No convocado (N°23) Julián Ramiro Viafara Arquero [26] América de Cali Cali (Colombia) | Reinaldo Rueda Jugador No convocado (N°23) Julián Ramiro Viafara Arquero [26] América de Cali Cali (Colombia) | Reinaldo Rueda Jugador No convocado (N°23) Julián Ramiro Viafara Arquero [26] América de Cali Cali (Colombia) |

 Arquero de emergencia: Luis Enrique Martínez [21] ´´Neco´´ Santa Fe Corporación Deportiva Bogotá (Colombia)

## Participación

### Primera fase
| Pos. | Equipo    | Pts. | PJ | PG | PE | PP | GF | GC | Dif. |
| ---- | --------- | ---- | -- | -- | -- | -- | -- | -- | ---- |
| 1.º  | Colombia  | 7    | 3  | 2  | 1  | 0  | 4  | 2  | 2    |
| 2.º  | Perú      | 5    | 3  | 1  | 2  | 0  | 7  | 5  | 2    |
| 3.º  | Bolivia   | 2    | 3  | 0  | 2  | 1  | 3  | 4  | −1   |
| 4.º  | Venezuela | 1    | 3  | 0  | 1  | 2  | 2  | 5  | −3   |

|  | Clasificados a la Segunda Fase |

#### Primera fecha
| 1     | POR   | Juan Carlos Henao |     |
| 22    | DEF   | Gonzalo Martínez  |     |
| 2     | DEF   | Andrés González   |     |
| 5     | DEF   | Andrés Orozco     |     |
| 20    | DEF   | Gustavo Victoria  |     |
| 6     | MED   | Óscar Díaz        |     |
| 18    | MED   | Abel Aguilar      | 76' |
| 17    | MED   | Jairo Patiño      |     |
| 8     | MED   | David Ferreira    | 46' |
| 7     | DEL   | Tressor Moreno    | 71' |
| 9     | DEL   | Sergio Herrera    |     |
| D. T. | D. T. | Reinaldo Rueda    |     |

| 1     | POR   | Gilberto Angelucci |     |
| 2     | DEF   | Luis Vallenilla    | 70' |
| 3     | DEF   | José Manuel Rey    |     |
| 6     | DEF   | Alejandro Cichero  |     |
| 4     | DEF   | Jonay Hernández    | 64' |
| 14    | MED   | Leopoldo Jiménez   |     |
| 5     | MED   | Miguel Mea Vitali  |     |
| 11    | MED   | Ricardo Páez       |     |
| 18    | MED   | Juan Arango        |     |
| 16    | DEL   | Ruberth Morán      |     |
| 9     | DEL   | Alexander Rondón   | 59' |
| D. T. | D. T. | Richard Páez       |     |

| 10 | MED | Néider Morantes  | 46' |
| 15 | MED | Jhon Viáfara     | 71' |
| 3  | MED | Jaime Castrillón | 76' |

| 22 | DEL | Massimo Margiotta | 59' |
| 17 | DEL | Jorge Rojas       | 64' |
| 20 | MED | Héctor González   | 70' |

| 22' (pen.) | Tressor Moreno | 1:0 |

| 23' · 33' · 86' · 90+3' | Jairo Patiño Gonzalo Martínez Juan Carlos Henao Jaime Castrillón |

| 42' · 76' · 81' | Ruberth Morán Alejandro Cichero Jorge Alberto Rojas |

| Principal  | Marco Rezende   |
| Asistentes | Aristeu Tavares |
|            | Pablo Fandiño   |

| 1     | POR   | Juan Carlos Henao |     |
| 22    | DEF   | Gonzalo Martínez  |     |
| 2     | DEF   | Andrés González   |     |
| 5     | DEF   | Andrés Orozco     |     |
| 20    | DEF   | Gustavo Victoria  |     |
| 6     | MED   | Óscar Díaz        |     |
| 18    | MED   | Abel Aguilar      | 76' |
| 17    | MED   | Jairo Patiño      |     |
| 8     | MED   | David Ferreira    | 46' |
| 7     | DEL   | Tressor Moreno    | 71' |
| 9     | DEL   | Sergio Herrera    |     |
| D. T. | D. T. | Reinaldo Rueda    |     |

| 1     | POR   | Gilberto Angelucci |     |
| 2     | DEF   | Luis Vallenilla    | 70' |
| 3     | DEF   | José Manuel Rey    |     |
| 6     | DEF   | Alejandro Cichero  |     |
| 4     | DEF   | Jonay Hernández    | 64' |
| 14    | MED   | Leopoldo Jiménez   |     |
| 5     | MED   | Miguel Mea Vitali  |     |
| 11    | MED   | Ricardo Páez       |     |
| 18    | MED   | Juan Arango        |     |
| 16    | DEL   | Ruberth Morán      |     |
| 9     | DEL   | Alexander Rondón   | 59' |
| D. T. | D. T. | Richard Páez       |     |

| 10 | MED | Néider Morantes  | 46' |
| 15 | MED | Jhon Viáfara     | 71' |
| 3  | MED | Jaime Castrillón | 76' |

| 22 | DEL | Massimo Margiotta | 59' |
| 17 | DEL | Jorge Rojas       | 64' |
| 20 | MED | Héctor González   | 70' |

| 22' (pen.) | Tressor Moreno | 1:0 |

| 23' · 33' · 86' · 90+3' | Jairo Patiño Gonzalo Martínez Juan Carlos Henao Jaime Castrillón |

| 42' · 76' · 81' | Ruberth Morán Alejandro Cichero Jorge Alberto Rojas |

| Principal  | Marco Rezende   |
| Asistentes | Aristeu Tavares |
|            | Pablo Fandiño   |

| 1     | POR   | Juan Carlos Henao |     |
| 22    | DEF   | Gonzalo Martínez  |     |
| 2     | DEF   | Andrés González   |     |
| 5     | DEF   | Andrés Orozco     |     |
| 20    | DEF   | Gustavo Victoria  |     |
| 6     | MED   | Óscar Díaz        |     |
| 18    | MED   | Abel Aguilar      | 76' |
| 17    | MED   | Jairo Patiño      |     |
| 8     | MED   | David Ferreira    | 46' |
| 7     | DEL   | Tressor Moreno    | 71' |
| 9     | DEL   | Sergio Herrera    |     |
| D. T. | D. T. | Reinaldo Rueda    |     |

| 1     | POR   | Gilberto Angelucci |     |
| 2     | DEF   | Luis Vallenilla    | 70' |
| 3     | DEF   | José Manuel Rey    |     |
| 6     | DEF   | Alejandro Cichero  |     |
| 4     | DEF   | Jonay Hernández    | 64' |
| 14    | MED   | Leopoldo Jiménez   |     |
| 5     | MED   | Miguel Mea Vitali  |     |
| 11    | MED   | Ricardo Páez       |     |
| 18    | MED   | Juan Arango        |     |
| 16    | DEL   | Ruberth Morán      |     |
| 9     | DEL   | Alexander Rondón   | 59' |
| D. T. | D. T. | Richard Páez       |     |

| 10 | MED | Néider Morantes  | 46' |
| 15 | MED | Jhon Viáfara     | 71' |
| 3  | MED | Jaime Castrillón | 76' |

| 22 | DEL | Massimo Margiotta | 59' |
| 17 | DEL | Jorge Rojas       | 64' |
| 20 | MED | Héctor González   | 70' |

| 22' (pen.) | Tressor Moreno | 1:0 |

| 23' · 33' · 86' · 90+3' | Jairo Patiño Gonzalo Martínez Juan Carlos Henao Jaime Castrillón |

| 42' · 76' · 81' | Ruberth Morán Alejandro Cichero Jorge Alberto Rojas |

| Principal  | Marco Rezende   |
| Asistentes | Aristeu Tavares |
|            | Pablo Fandiño   |

| 1     | POR   | Juan Carlos Henao |     |
| 22    | DEF   | Gonzalo Martínez  |     |
| 2     | DEF   | Andrés González   |     |
| 5     | DEF   | Andrés Orozco     |     |
| 20    | DEF   | Gustavo Victoria  |     |
| 6     | MED   | Óscar Díaz        |     |
| 18    | MED   | Abel Aguilar      | 76' |
| 17    | MED   | Jairo Patiño      |     |
| 8     | MED   | David Ferreira    | 46' |
| 7     | DEL   | Tressor Moreno    | 71' |
| 9     | DEL   | Sergio Herrera    |     |
| D. T. | D. T. | Reinaldo Rueda    |     |

| 1     | POR   | Gilberto Angelucci |     |
| 2     | DEF   | Luis Vallenilla    | 70' |
| 3     | DEF   | José Manuel Rey    |     |
| 6     | DEF   | Alejandro Cichero  |     |
| 4     | DEF   | Jonay Hernández    | 64' |
| 14    | MED   | Leopoldo Jiménez   |     |
| 5     | MED   | Miguel Mea Vitali  |     |
| 11    | MED   | Ricardo Páez       |     |
| 18    | MED   | Juan Arango        |     |
| 16    | DEL   | Ruberth Morán      |     |
| 9     | DEL   | Alexander Rondón   | 59' |
| D. T. | D. T. | Richard Páez       |     |

| 10 | MED | Néider Morantes  | 46' |
| 15 | MED | Jhon Viáfara     | 71' |
| 3  | MED | Jaime Castrillón | 76' |

| 22 | DEL | Massimo Margiotta | 59' |
| 17 | DEL | Jorge Rojas       | 64' |
| 20 | MED | Héctor González   | 70' |

| 22' (pen.) | Tressor Moreno | 1:0 |

| 23' · 33' · 86' · 90+3' | Jairo Patiño Gonzalo Martínez Juan Carlos Henao Jaime Castrillón |

| 42' · 76' · 81' | Ruberth Morán Alejandro Cichero Jorge Alberto Rojas |

| Principal  | Marco Rezende   |
| Asistentes | Aristeu Tavares |
|            | Pablo Fandiño   |

#### Segunda fecha
| 1     | POR   | Juan Carlos Henao |     |
| 22    | DEF   | Gonzalo Martínez  |     |
| 5     | DEF   | Andrés Orozco     |     |
| 13    | DEF   | Arley Dinas       |     |
| 20    | DEF   | Gustavo Victoria  |     |
| 18    | MED   | Abel Aguilar      | 85' |
| 8     | MED   | David Ferreira    | 78' |
| 6     | MED   | Óscar Díaz        |     |
| 17    | MED   | Jairo Patiño      |     |
| 7     | DEL   | Tressor Moreno    | 71' |
| 9     | DEL   | Sergio Herrera    |     |
| D. T. | D. T. | Reinaldo Rueda    |     |

| 21    | POR   | Leonardo Fernández |     |
| 3     | DEF   | Sergio Jáuregui    |     |
| 5     | DEF   | Ronald Arana       |     |
| 16    | DEF   | Ronald Raldes      |     |
| 4     | DEF   | Lorgio Álvarez     |     |
| 15    | MED   | Limbert Pizarro    |     |
| 8     | MED   | Rubén Tufiño       |     |
| 7     | MED   | Luis Cristaldo     | 35' |
| 10    | MED   | Limberg Gutiérrez  |     |
| 9     | DEL   | Miguel Mercado     | 65' |
| 20    | DEL   | Joaquín Botero     |     |
| D. T. | D. T. | Ramiro Blacut      |     |

| 11 | DEL | Elkin Murillo | 71' |
| 14 | DEL | Edixon Perea  | 78' |
| 15 | MED | John Viáfara  | 85' |

| 12 | MED | Wálter Flores | 35' |
| 11 | DEL | Roger Suárez  | 65' |

| 90' | Edixon Perea | 1:0 |

| 23' | Arley Dinas |

| 20' · 34' · 67' | Rubén Tufiño Ronald Raldes Wálter Flores |

| Principal  | Pedro Ramos      |
| Asistentes | Fernando Tamayo  |
|            | Francisco Roccio |

| 1     | POR   | Juan Carlos Henao |     |
| 22    | DEF   | Gonzalo Martínez  |     |
| 5     | DEF   | Andrés Orozco     |     |
| 13    | DEF   | Arley Dinas       |     |
| 20    | DEF   | Gustavo Victoria  |     |
| 18    | MED   | Abel Aguilar      | 85' |
| 8     | MED   | David Ferreira    | 78' |
| 6     | MED   | Óscar Díaz        |     |
| 17    | MED   | Jairo Patiño      |     |
| 7     | DEL   | Tressor Moreno    | 71' |
| 9     | DEL   | Sergio Herrera    |     |
| D. T. | D. T. | Reinaldo Rueda    |     |

| 21    | POR   | Leonardo Fernández |     |
| 3     | DEF   | Sergio Jáuregui    |     |
| 5     | DEF   | Ronald Arana       |     |
| 16    | DEF   | Ronald Raldes      |     |
| 4     | DEF   | Lorgio Álvarez     |     |
| 15    | MED   | Limbert Pizarro    |     |
| 8     | MED   | Rubén Tufiño       |     |
| 7     | MED   | Luis Cristaldo     | 35' |
| 10    | MED   | Limberg Gutiérrez  |     |
| 9     | DEL   | Miguel Mercado     | 65' |
| 20    | DEL   | Joaquín Botero     |     |
| D. T. | D. T. | Ramiro Blacut      |     |

| 11 | DEL | Elkin Murillo | 71' |
| 14 | DEL | Edixon Perea  | 78' |
| 15 | MED | John Viáfara  | 85' |

| 12 | MED | Wálter Flores | 35' |
| 11 | DEL | Roger Suárez  | 65' |

| 90' | Edixon Perea | 1:0 |

| 23' | Arley Dinas |

| 20' · 34' · 67' | Rubén Tufiño Ronald Raldes Wálter Flores |

| Principal  | Pedro Ramos      |
| Asistentes | Fernando Tamayo  |
|            | Francisco Roccio |

| 1     | POR   | Juan Carlos Henao |     |
| 22    | DEF   | Gonzalo Martínez  |     |
| 5     | DEF   | Andrés Orozco     |     |
| 13    | DEF   | Arley Dinas       |     |
| 20    | DEF   | Gustavo Victoria  |     |
| 18    | MED   | Abel Aguilar      | 85' |
| 8     | MED   | David Ferreira    | 78' |
| 6     | MED   | Óscar Díaz        |     |
| 17    | MED   | Jairo Patiño      |     |
| 7     | DEL   | Tressor Moreno    | 71' |
| 9     | DEL   | Sergio Herrera    |     |
| D. T. | D. T. | Reinaldo Rueda    |     |

| 21    | POR   | Leonardo Fernández |     |
| 3     | DEF   | Sergio Jáuregui    |     |
| 5     | DEF   | Ronald Arana       |     |
| 16    | DEF   | Ronald Raldes      |     |
| 4     | DEF   | Lorgio Álvarez     |     |
| 15    | MED   | Limbert Pizarro    |     |
| 8     | MED   | Rubén Tufiño       |     |
| 7     | MED   | Luis Cristaldo     | 35' |
| 10    | MED   | Limberg Gutiérrez  |     |
| 9     | DEL   | Miguel Mercado     | 65' |
| 20    | DEL   | Joaquín Botero     |     |
| D. T. | D. T. | Ramiro Blacut      |     |

| 11 | DEL | Elkin Murillo | 71' |
| 14 | DEL | Edixon Perea  | 78' |
| 15 | MED | John Viáfara  | 85' |

| 12 | MED | Wálter Flores | 35' |
| 11 | DEL | Roger Suárez  | 65' |

| 90' | Edixon Perea | 1:0 |

| 23' | Arley Dinas |

| 20' · 34' · 67' | Rubén Tufiño Ronald Raldes Wálter Flores |

| Principal  | Pedro Ramos      |
| Asistentes | Fernando Tamayo  |
|            | Francisco Roccio |

| 1     | POR   | Juan Carlos Henao |     |
| 22    | DEF   | Gonzalo Martínez  |     |
| 5     | DEF   | Andrés Orozco     |     |
| 13    | DEF   | Arley Dinas       |     |
| 20    | DEF   | Gustavo Victoria  |     |
| 18    | MED   | Abel Aguilar      | 85' |
| 8     | MED   | David Ferreira    | 78' |
| 6     | MED   | Óscar Díaz        |     |
| 17    | MED   | Jairo Patiño      |     |
| 7     | DEL   | Tressor Moreno    | 71' |
| 9     | DEL   | Sergio Herrera    |     |
| D. T. | D. T. | Reinaldo Rueda    |     |

| 21    | POR   | Leonardo Fernández |     |
| 3     | DEF   | Sergio Jáuregui    |     |
| 5     | DEF   | Ronald Arana       |     |
| 16    | DEF   | Ronald Raldes      |     |
| 4     | DEF   | Lorgio Álvarez     |     |
| 15    | MED   | Limbert Pizarro    |     |
| 8     | MED   | Rubén Tufiño       |     |
| 7     | MED   | Luis Cristaldo     | 35' |
| 10    | MED   | Limberg Gutiérrez  |     |
| 9     | DEL   | Miguel Mercado     | 65' |
| 20    | DEL   | Joaquín Botero     |     |
| D. T. | D. T. | Ramiro Blacut      |     |

| 11 | DEL | Elkin Murillo | 71' |
| 14 | DEL | Edixon Perea  | 78' |
| 15 | MED | John Viáfara  | 85' |

| 12 | MED | Wálter Flores | 35' |
| 11 | DEL | Roger Suárez  | 65' |

| 90' | Edixon Perea | 1:0 |

| 23' | Arley Dinas |

| 20' · 34' · 67' | Rubén Tufiño Ronald Raldes Wálter Flores |

| Principal  | Pedro Ramos      |
| Asistentes | Fernando Tamayo  |
|            | Francisco Roccio |

#### Tercera fecha
| 1     | POR   | Óscar Ibáñez      |     |
| 2     | DEF   | Santiago Acasiete |     |
| 3     | DEF   | Miguel Rebosio    | 12' |
| 15    | DEF   | Guillermo Salas   |     |
| 6     | DEF   | Walter Vílchez    |     |
| 8     | MED   | Juan Jayo         |     |
| 7     | MED   | Nolberto Solano   | 89' |
| 10    | MED   | Roberto Palacios  |     |
| 17    | MED   | Jefferson Farfán  |     |
| 16    | DEL   | Andrés Mendoza    |     |
| 9     | DEL   | Flavio Maestri    | 75' |
| D. T. | D. T. | Paulo Autuori     |     |

| 1     | POR   | Juan Carlos Henao |     |
| 22    | DEF   | Gonzalo Martínez  |     |
| 5     | DEF   | Andrés Orozco     |     |
| 13    | DEF   | Arley Dinas       | 44' |
| 20    | DEF   | Gustavo Victoria  |     |
| 18    | MED   | Abel Aguilar      |     |
| 6     | MED   | Óscar Díaz        |     |
| 15    | MED   | Jhon Viáfara      |     |
| 10    | MED   | Néider Morantes   | 85' |
| 16    | DEL   | Edwin Congo       | 76' |
| 11    | DEL   | Elkin Murillo     |     |
| D. T. | D. T. | Reinaldo Rueda    |     |

| 4  | DEF | Jorge Soto      | 12' |
| 18 | MED | Pedro García    | 75' |
| 19 | MED | Marko Ciurlizza | 89' |

| 2  | DEF | Andrés González | 44' |
| 14 | DEL | Edixon Perea    | 76' |
| 8  | MED | David Ferreira  | 85' |

| 57' · 60' | Nolberto Solano Flavio Maestri | 1:2 2:2 |

| 34' · 54' | Edwin Congo Abel Aguilar | 0:1 0:2 |

| 41' · 52' | Flavio Maestri Jefferson Farfán |

| 41' · 44' · 56' · 74' · 88' | Arley Dinas Andrés González Óscar Díaz Jhon Viáfara David Ferreira |

| Principal  | Marco Antonio Rodríguez |
| Asistentes | Aristeu Tavares         |
|            | Christian Julio         |

| 1     | POR   | Óscar Ibáñez      |     |
| 2     | DEF   | Santiago Acasiete |     |
| 3     | DEF   | Miguel Rebosio    | 12' |
| 15    | DEF   | Guillermo Salas   |     |
| 6     | DEF   | Walter Vílchez    |     |
| 8     | MED   | Juan Jayo         |     |
| 7     | MED   | Nolberto Solano   | 89' |
| 10    | MED   | Roberto Palacios  |     |
| 17    | MED   | Jefferson Farfán  |     |
| 16    | DEL   | Andrés Mendoza    |     |
| 9     | DEL   | Flavio Maestri    | 75' |
| D. T. | D. T. | Paulo Autuori     |     |

| 1     | POR   | Juan Carlos Henao |     |
| 22    | DEF   | Gonzalo Martínez  |     |
| 5     | DEF   | Andrés Orozco     |     |
| 13    | DEF   | Arley Dinas       | 44' |
| 20    | DEF   | Gustavo Victoria  |     |
| 18    | MED   | Abel Aguilar      |     |
| 6     | MED   | Óscar Díaz        |     |
| 15    | MED   | Jhon Viáfara      |     |
| 10    | MED   | Néider Morantes   | 85' |
| 16    | DEL   | Edwin Congo       | 76' |
| 11    | DEL   | Elkin Murillo     |     |
| D. T. | D. T. | Reinaldo Rueda    |     |

| 4  | DEF | Jorge Soto      | 12' |
| 18 | MED | Pedro García    | 75' |
| 19 | MED | Marko Ciurlizza | 89' |

| 2  | DEF | Andrés González | 44' |
| 14 | DEL | Edixon Perea    | 76' |
| 8  | MED | David Ferreira  | 85' |

| 57' · 60' | Nolberto Solano Flavio Maestri | 1:2 2:2 |

| 34' · 54' | Edwin Congo Abel Aguilar | 0:1 0:2 |

| 41' · 52' | Flavio Maestri Jefferson Farfán |

| 41' · 44' · 56' · 74' · 88' | Arley Dinas Andrés González Óscar Díaz Jhon Viáfara David Ferreira |

| Principal  | Marco Antonio Rodríguez |
| Asistentes | Aristeu Tavares         |
|            | Christian Julio         |

| 1     | POR   | Óscar Ibáñez      |     |
| 2     | DEF   | Santiago Acasiete |     |
| 3     | DEF   | Miguel Rebosio    | 12' |
| 15    | DEF   | Guillermo Salas   |     |
| 6     | DEF   | Walter Vílchez    |     |
| 8     | MED   | Juan Jayo         |     |
| 7     | MED   | Nolberto Solano   | 89' |
| 10    | MED   | Roberto Palacios  |     |
| 17    | MED   | Jefferson Farfán  |     |
| 16    | DEL   | Andrés Mendoza    |     |
| 9     | DEL   | Flavio Maestri    | 75' |
| D. T. | D. T. | Paulo Autuori     |     |

| 1     | POR   | Juan Carlos Henao |     |
| 22    | DEF   | Gonzalo Martínez  |     |
| 5     | DEF   | Andrés Orozco     |     |
| 13    | DEF   | Arley Dinas       | 44' |
| 20    | DEF   | Gustavo Victoria  |     |
| 18    | MED   | Abel Aguilar      |     |
| 6     | MED   | Óscar Díaz        |     |
| 15    | MED   | Jhon Viáfara      |     |
| 10    | MED   | Néider Morantes   | 85' |
| 16    | DEL   | Edwin Congo       | 76' |
| 11    | DEL   | Elkin Murillo     |     |
| D. T. | D. T. | Reinaldo Rueda    |     |

| 4  | DEF | Jorge Soto      | 12' |
| 18 | MED | Pedro García    | 75' |
| 19 | MED | Marko Ciurlizza | 89' |

| 2  | DEF | Andrés González | 44' |
| 14 | DEL | Edixon Perea    | 76' |
| 8  | MED | David Ferreira  | 85' |

| 57' · 60' | Nolberto Solano Flavio Maestri | 1:2 2:2 |

| 34' · 54' | Edwin Congo Abel Aguilar | 0:1 0:2 |

| 41' · 52' | Flavio Maestri Jefferson Farfán |

| 41' · 44' · 56' · 74' · 88' | Arley Dinas Andrés González Óscar Díaz Jhon Viáfara David Ferreira |

| Principal  | Marco Antonio Rodríguez |
| Asistentes | Aristeu Tavares         |
|            | Christian Julio         |

| 1     | POR   | Óscar Ibáñez      |     |
| 2     | DEF   | Santiago Acasiete |     |
| 3     | DEF   | Miguel Rebosio    | 12' |
| 15    | DEF   | Guillermo Salas   |     |
| 6     | DEF   | Walter Vílchez    |     |
| 8     | MED   | Juan Jayo         |     |
| 7     | MED   | Nolberto Solano   | 89' |
| 10    | MED   | Roberto Palacios  |     |
| 17    | MED   | Jefferson Farfán  |     |
| 16    | DEL   | Andrés Mendoza    |     |
| 9     | DEL   | Flavio Maestri    | 75' |
| D. T. | D. T. | Paulo Autuori     |     |

| 1     | POR   | Juan Carlos Henao |     |
| 22    | DEF   | Gonzalo Martínez  |     |
| 5     | DEF   | Andrés Orozco     |     |
| 13    | DEF   | Arley Dinas       | 44' |
| 20    | DEF   | Gustavo Victoria  |     |
| 18    | MED   | Abel Aguilar      |     |
| 6     | MED   | Óscar Díaz        |     |
| 15    | MED   | Jhon Viáfara      |     |
| 10    | MED   | Néider Morantes   | 85' |
| 16    | DEL   | Edwin Congo       | 76' |
| 11    | DEL   | Elkin Murillo     |     |
| D. T. | D. T. | Reinaldo Rueda    |     |

| 4  | DEF | Jorge Soto      | 12' |
| 18 | MED | Pedro García    | 75' |
| 19 | MED | Marko Ciurlizza | 89' |

| 2  | DEF | Andrés González | 44' |
| 14 | DEL | Edixon Perea    | 76' |
| 8  | MED | David Ferreira  | 85' |

| 57' · 60' | Nolberto Solano Flavio Maestri | 1:2 2:2 |

| 34' · 54' | Edwin Congo Abel Aguilar | 0:1 0:2 |

| 41' · 52' | Flavio Maestri Jefferson Farfán |

| 41' · 44' · 56' · 74' · 88' | Arley Dinas Andrés González Óscar Díaz Jhon Viáfara David Ferreira |

| Principal  | Marco Antonio Rodríguez |
| Asistentes | Aristeu Tavares         |
|            | Christian Julio         |

### Segunda fase

#### Cuartos de final
| 1     | POR   | Juan Carlos Henao |     |
| 21    | DEF   | Hayder Palacio    |     |
| 5     | DEF   | Andrés Orozco     |     |
| 2     | DEF   | Andrés González   |     |
| 20    | DEF   | Gustavo Victoria  |     |
| 18    | MED   | Abel Aguilar      |     |
| 6     | MED   | Oscar Díaz        |     |
| 17    | MED   | Jairo Patiño      | 83' |
| 11    | DEL   | Elkin Murillo     | 88' |
| 7     | DEL   | Tressor Moreno    |     |
| 9     | DEL   | Sergio Herrera    | 74' |
| D. T. | D. T. | Reinaldo Rueda    |     |

| 22    | POR   | Ricardo González  |     |
| 4     | DEF   | Alexander Castro  |     |
| 19    | DEF   | Mauricio Wright   |     |
| 3     | DEF   | Luis Marín        |     |
| 12    | DEF   | Leonardo González |     |
| 17    | MED   | Steven Bryce      | 46' |
| 20    | MED   | Douglas Sequeira  |     |
| 13    | MED   | Carlos Hernández  | 55' |
| 14    | MED   | Cristian Badilla  |     |
| 7     | MED   | Alonso Solís      |     |
| 21    | DEL   | Andy Herron       | 61' |
| D. T. | D. T. | Jorge Luis Pinto  |     |

| 14 | DEL | Edixon Perea   | 74' |
| 15 | MED | John Viáfara   | 83' |
| 8  | MED | David Ferreira | 88' |

| 10 | MED | Walter Centeno | 46' |
| 11 | DEL | Rónald Gómez   | 55' |
| 9  | DEL | Álvaro Saborío | 61' |

| 41' · 45+1' (pen.) | Abel Aguilar Tressor Moreno | 1:0 2:0 |

| Principal | Gustavo Méndez |

| 1     | POR   | Juan Carlos Henao |     |
| 21    | DEF   | Hayder Palacio    |     |
| 5     | DEF   | Andrés Orozco     |     |
| 2     | DEF   | Andrés González   |     |
| 20    | DEF   | Gustavo Victoria  |     |
| 18    | MED   | Abel Aguilar      |     |
| 6     | MED   | Oscar Díaz        |     |
| 17    | MED   | Jairo Patiño      | 83' |
| 11    | DEL   | Elkin Murillo     | 88' |
| 7     | DEL   | Tressor Moreno    |     |
| 9     | DEL   | Sergio Herrera    | 74' |
| D. T. | D. T. | Reinaldo Rueda    |     |

| 22    | POR   | Ricardo González  |     |
| 4     | DEF   | Alexander Castro  |     |
| 19    | DEF   | Mauricio Wright   |     |
| 3     | DEF   | Luis Marín        |     |
| 12    | DEF   | Leonardo González |     |
| 17    | MED   | Steven Bryce      | 46' |
| 20    | MED   | Douglas Sequeira  |     |
| 13    | MED   | Carlos Hernández  | 55' |
| 14    | MED   | Cristian Badilla  |     |
| 7     | MED   | Alonso Solís      |     |
| 21    | DEL   | Andy Herron       | 61' |
| D. T. | D. T. | Jorge Luis Pinto  |     |

| 14 | DEL | Edixon Perea   | 74' |
| 15 | MED | John Viáfara   | 83' |
| 8  | MED | David Ferreira | 88' |

| 10 | MED | Walter Centeno | 46' |
| 11 | DEL | Rónald Gómez   | 55' |
| 9  | DEL | Álvaro Saborío | 61' |

| 41' · 45+1' (pen.) | Abel Aguilar Tressor Moreno | 1:0 2:0 |

| Principal | Gustavo Méndez |

| 1     | POR   | Juan Carlos Henao |     |
| 21    | DEF   | Hayder Palacio    |     |
| 5     | DEF   | Andrés Orozco     |     |
| 2     | DEF   | Andrés González   |     |
| 20    | DEF   | Gustavo Victoria  |     |
| 18    | MED   | Abel Aguilar      |     |
| 6     | MED   | Oscar Díaz        |     |
| 17    | MED   | Jairo Patiño      | 83' |
| 11    | DEL   | Elkin Murillo     | 88' |
| 7     | DEL   | Tressor Moreno    |     |
| 9     | DEL   | Sergio Herrera    | 74' |
| D. T. | D. T. | Reinaldo Rueda    |     |

| 22    | POR   | Ricardo González  |     |
| 4     | DEF   | Alexander Castro  |     |
| 19    | DEF   | Mauricio Wright   |     |
| 3     | DEF   | Luis Marín        |     |
| 12    | DEF   | Leonardo González |     |
| 17    | MED   | Steven Bryce      | 46' |
| 20    | MED   | Douglas Sequeira  |     |
| 13    | MED   | Carlos Hernández  | 55' |
| 14    | MED   | Cristian Badilla  |     |
| 7     | MED   | Alonso Solís      |     |
| 21    | DEL   | Andy Herron       | 61' |
| D. T. | D. T. | Jorge Luis Pinto  |     |

| 14 | DEL | Edixon Perea   | 74' |
| 15 | MED | John Viáfara   | 83' |
| 8  | MED | David Ferreira | 88' |

| 10 | MED | Walter Centeno | 46' |
| 11 | DEL | Rónald Gómez   | 55' |
| 9  | DEL | Álvaro Saborío | 61' |

| 41' · 45+1' (pen.) | Abel Aguilar Tressor Moreno | 1:0 2:0 |

| Principal | Gustavo Méndez |

| 1     | POR   | Juan Carlos Henao |     |
| 21    | DEF   | Hayder Palacio    |     |
| 5     | DEF   | Andrés Orozco     |     |
| 2     | DEF   | Andrés González   |     |
| 20    | DEF   | Gustavo Victoria  |     |
| 18    | MED   | Abel Aguilar      |     |
| 6     | MED   | Oscar Díaz        |     |
| 17    | MED   | Jairo Patiño      | 83' |
| 11    | DEL   | Elkin Murillo     | 88' |
| 7     | DEL   | Tressor Moreno    |     |
| 9     | DEL   | Sergio Herrera    | 74' |
| D. T. | D. T. | Reinaldo Rueda    |     |

| 22    | POR   | Ricardo González  |     |
| 4     | DEF   | Alexander Castro  |     |
| 19    | DEF   | Mauricio Wright   |     |
| 3     | DEF   | Luis Marín        |     |
| 12    | DEF   | Leonardo González |     |
| 17    | MED   | Steven Bryce      | 46' |
| 20    | MED   | Douglas Sequeira  |     |
| 13    | MED   | Carlos Hernández  | 55' |
| 14    | MED   | Cristian Badilla  |     |
| 7     | MED   | Alonso Solís      |     |
| 21    | DEL   | Andy Herron       | 61' |
| D. T. | D. T. | Jorge Luis Pinto  |     |

| 14 | DEL | Edixon Perea   | 74' |
| 15 | MED | John Viáfara   | 83' |
| 8  | MED | David Ferreira | 88' |

| 10 | MED | Walter Centeno | 46' |
| 11 | DEL | Rónald Gómez   | 55' |
| 9  | DEL | Álvaro Saborío | 61' |

| 41' · 45+1' (pen.) | Abel Aguilar Tressor Moreno | 1:0 2:0 |

| Principal | Gustavo Méndez |

#### Semifinales
| 1     | POR   | Roberto Abbondanzieri |     |
| 8     | DEF   | Javier Zanetti        |     |
| 22    | DEF   | Fabricio Coloccini    |     |
| 6     | DEF   | Gabriel Heinze        |     |
| 3     | DEF   | Juan Pablo Sorín      |     |
| 5     | MED   | Javier Mascherano     |     |
| 16    | MED   | Lucho González        |     |
| 11    | MED   | Carlos Tévez          |     |
| 18    | MED   | Kily González         | 85' |
| 19    | DEL   | César Delgado         | 61' |
| 9     | DEL   | Luciano Figueroa      | 64' |
| D. T. | D. T. | Marcelo Bielsa        |     |

| 1     | POR   | Juan Carlos Henao |     |
| 22    | DEF   | Gonzalo Martínez  |     |
| 2     | DEF   | Andrés González   |     |
| 5     | DEF   | Andrés Orozco     |     |
| 20    | DEF   | Gustavo Victoria  |     |
| 6     | MED   | Óscar Díaz        |     |
| 18    | MED   | Abel Aguilar      | 68' |
| 17    | MED   | Jairo Patiño      |     |
| 11    | MED   | Elkin Murillo     | 62' |
| 7     | DEL   | Tressor Moreno    | 75' |
| 16    | DEL   | Edwin Congo       |     |
| D. T. | D. T. | Reinaldo Rueda    |     |

| 21 | DEL | Mauro Rosales   | 61' |
| 4  | DEF | Facundo Quiroga | 64' |
| 13 | DEF | Diego Placente  | 85' |

| 14 | DEL | Edixon Perea   | 62' |
| 15 | MED | Jhon Viáfara   | 68' |
| 8  | MED | David Ferreira | 75' |

| 32' · 50' · 81' | Carlos Tévez Lucho González Juan Pablo Sorín | 1:0 2:0 3:0 |

| 55' · 60' · 70' | Fabricio Coloccini Luciano Figueroa Kily González |

| 33' · 57' · 87' | Abel Aguilar Andrés Orozco Edixon Perea |

| Principal  | Gilberto Hidalgo |
| Asistentes | Juan Sulca       |
|            | Fernando Tamayo  |

| 1     | POR   | Roberto Abbondanzieri |     |
| 8     | DEF   | Javier Zanetti        |     |
| 22    | DEF   | Fabricio Coloccini    |     |
| 6     | DEF   | Gabriel Heinze        |     |
| 3     | DEF   | Juan Pablo Sorín      |     |
| 5     | MED   | Javier Mascherano     |     |
| 16    | MED   | Lucho González        |     |
| 11    | MED   | Carlos Tévez          |     |
| 18    | MED   | Kily González         | 85' |
| 19    | DEL   | César Delgado         | 61' |
| 9     | DEL   | Luciano Figueroa      | 64' |
| D. T. | D. T. | Marcelo Bielsa        |     |

| 1     | POR   | Juan Carlos Henao |     |
| 22    | DEF   | Gonzalo Martínez  |     |
| 2     | DEF   | Andrés González   |     |
| 5     | DEF   | Andrés Orozco     |     |
| 20    | DEF   | Gustavo Victoria  |     |
| 6     | MED   | Óscar Díaz        |     |
| 18    | MED   | Abel Aguilar      | 68' |
| 17    | MED   | Jairo Patiño      |     |
| 11    | MED   | Elkin Murillo     | 62' |
| 7     | DEL   | Tressor Moreno    | 75' |
| 16    | DEL   | Edwin Congo       |     |
| D. T. | D. T. | Reinaldo Rueda    |     |

| 21 | DEL | Mauro Rosales   | 61' |
| 4  | DEF | Facundo Quiroga | 64' |
| 13 | DEF | Diego Placente  | 85' |

| 14 | DEL | Edixon Perea   | 62' |
| 15 | MED | Jhon Viáfara   | 68' |
| 8  | MED | David Ferreira | 75' |

| 32' · 50' · 81' | Carlos Tévez Lucho González Juan Pablo Sorín | 1:0 2:0 3:0 |

| 55' · 60' · 70' | Fabricio Coloccini Luciano Figueroa Kily González |

| 33' · 57' · 87' | Abel Aguilar Andrés Orozco Edixon Perea |

| Principal  | Gilberto Hidalgo |
| Asistentes | Juan Sulca       |
|            | Fernando Tamayo  |

| 1     | POR   | Roberto Abbondanzieri |     |
| 8     | DEF   | Javier Zanetti        |     |
| 22    | DEF   | Fabricio Coloccini    |     |
| 6     | DEF   | Gabriel Heinze        |     |
| 3     | DEF   | Juan Pablo Sorín      |     |
| 5     | MED   | Javier Mascherano     |     |
| 16    | MED   | Lucho González        |     |
| 11    | MED   | Carlos Tévez          |     |
| 18    | MED   | Kily González         | 85' |
| 19    | DEL   | César Delgado         | 61' |
| 9     | DEL   | Luciano Figueroa      | 64' |
| D. T. | D. T. | Marcelo Bielsa        |     |

| 1     | POR   | Juan Carlos Henao |     |
| 22    | DEF   | Gonzalo Martínez  |     |
| 2     | DEF   | Andrés González   |     |
| 5     | DEF   | Andrés Orozco     |     |
| 20    | DEF   | Gustavo Victoria  |     |
| 6     | MED   | Óscar Díaz        |     |
| 18    | MED   | Abel Aguilar      | 68' |
| 17    | MED   | Jairo Patiño      |     |
| 11    | MED   | Elkin Murillo     | 62' |
| 7     | DEL   | Tressor Moreno    | 75' |
| 16    | DEL   | Edwin Congo       |     |
| D. T. | D. T. | Reinaldo Rueda    |     |

| 21 | DEL | Mauro Rosales   | 61' |
| 4  | DEF | Facundo Quiroga | 64' |
| 13 | DEF | Diego Placente  | 85' |

| 14 | DEL | Edixon Perea   | 62' |
| 15 | MED | Jhon Viáfara   | 68' |
| 8  | MED | David Ferreira | 75' |

| 32' · 50' · 81' | Carlos Tévez Lucho González Juan Pablo Sorín | 1:0 2:0 3:0 |

| 55' · 60' · 70' | Fabricio Coloccini Luciano Figueroa Kily González |

| 33' · 57' · 87' | Abel Aguilar Andrés Orozco Edixon Perea |

| Principal  | Gilberto Hidalgo |
| Asistentes | Juan Sulca       |
|            | Fernando Tamayo  |

| 1     | POR   | Roberto Abbondanzieri |     |
| 8     | DEF   | Javier Zanetti        |     |
| 22    | DEF   | Fabricio Coloccini    |     |
| 6     | DEF   | Gabriel Heinze        |     |
| 3     | DEF   | Juan Pablo Sorín      |     |
| 5     | MED   | Javier Mascherano     |     |
| 16    | MED   | Lucho González        |     |
| 11    | MED   | Carlos Tévez          |     |
| 18    | MED   | Kily González         | 85' |
| 19    | DEL   | César Delgado         | 61' |
| 9     | DEL   | Luciano Figueroa      | 64' |
| D. T. | D. T. | Marcelo Bielsa        |     |

| 1     | POR   | Juan Carlos Henao |     |
| 22    | DEF   | Gonzalo Martínez  |     |
| 2     | DEF   | Andrés González   |     |
| 5     | DEF   | Andrés Orozco     |     |
| 20    | DEF   | Gustavo Victoria  |     |
| 6     | MED   | Óscar Díaz        |     |
| 18    | MED   | Abel Aguilar      | 68' |
| 17    | MED   | Jairo Patiño      |     |
| 11    | MED   | Elkin Murillo     | 62' |
| 7     | DEL   | Tressor Moreno    | 75' |
| 16    | DEL   | Edwin Congo       |     |
| D. T. | D. T. | Reinaldo Rueda    |     |

| 21 | DEL | Mauro Rosales   | 61' |
| 4  | DEF | Facundo Quiroga | 64' |
| 13 | DEF | Diego Placente  | 85' |

| 14 | DEL | Edixon Perea   | 62' |
| 15 | MED | Jhon Viáfara   | 68' |
| 8  | MED | David Ferreira | 75' |

| 32' · 50' · 81' | Carlos Tévez Lucho González Juan Pablo Sorín | 1:0 2:0 3:0 |

| 55' · 60' · 70' | Fabricio Coloccini Luciano Figueroa Kily González |

| 33' · 57' · 87' | Abel Aguilar Andrés Orozco Edixon Perea |

| Principal  | Gilberto Hidalgo |
| Asistentes | Juan Sulca       |
|            | Fernando Tamayo  |

#### Partido por el tercer lugar
| 1     | POR   | Juan Carlos Henao |     |
| 2     | DEF   | Andrés González   |     |
| 5     | DEF   | Andrés Orozco     |     |
| 20    | DEF   | Gustavo Victoria  |     |
| 22    | DEF   | Gonzalo Martínez  |     |
| 18    | MED   | Abel Aguilar      |     |
| 15    | MED   | Jhon Viáfara      |     |
| 17    | MED   | Jairo Patiño      | 78' |
| 8     | MED   | David Ferreira    | 60' |
| 11    | DEL   | Elkin Murillo     | 46' |
| 9     | DEL   | Sergio Herrera    |     |
| D. T. | D. T. | Reinaldo Rueda    |     |

| 12    | POR   | Luis Barbat         |     |
| 2     | DEF   | Joe Bizera          |     |
| 6     | DEF   | Alejandro Lago      |     |
| 14    | DEF   | Guillermo Rodríguez |     |
| 17    | DEF   | Carlos Diogo        |     |
| 8     | MED   | Omar Pouso          |     |
| 13    | MED   | Fabián Estoyanoff   | 59' |
| 10    | MED   | Juan Martín Parodi  | 76' |
| 22    | DEL   | Vicente Sánchez     |     |
| 19    | DEL   | Jorge Martínez      | 77' |
| 18    | DEL   | Richard Morales     |     |
| D. T. | D. T. | Jorge Fossati       |     |

| 10 | MED | Néider Morantes  | 46' |
| 14 | DEL | Edixon Perea     | 60' |
| 3  | MED | Jaime Castrillón | 78' |

| 5  | MED | Marcelo Sosa   | 59' |
| 21 | DEL | Diego Forlán   | 76' |
| 7  | MED | Gustavo Varela | 77' |

| 70' (pen.) | Sergio Herrera | 1:1 |

| 2' · 80' | Fabián Estoyanoff Vicente Sánchez | 0:1 1:2 |

| 22' · 40' · 67' | Sergio Herrera Andrés Orozco Andrés González |

| 4' · 61' · 72' | Fabián Estoyanoff Carlos Diogo Marcelo Sosa |

| Principal  | René Ortubé     |
| Asistentes | Christian Julio |
|            | Plácido Chuello |
| Cuarto     | Rubén Selmán    |

| 1     | POR   | Juan Carlos Henao |     |
| 2     | DEF   | Andrés González   |     |
| 5     | DEF   | Andrés Orozco     |     |
| 20    | DEF   | Gustavo Victoria  |     |
| 22    | DEF   | Gonzalo Martínez  |     |
| 18    | MED   | Abel Aguilar      |     |
| 15    | MED   | Jhon Viáfara      |     |
| 17    | MED   | Jairo Patiño      | 78' |
| 8     | MED   | David Ferreira    | 60' |
| 11    | DEL   | Elkin Murillo     | 46' |
| 9     | DEL   | Sergio Herrera    |     |
| D. T. | D. T. | Reinaldo Rueda    |     |

| 12    | POR   | Luis Barbat         |     |
| 2     | DEF   | Joe Bizera          |     |
| 6     | DEF   | Alejandro Lago      |     |
| 14    | DEF   | Guillermo Rodríguez |     |
| 17    | DEF   | Carlos Diogo        |     |
| 8     | MED   | Omar Pouso          |     |
| 13    | MED   | Fabián Estoyanoff   | 59' |
| 10    | MED   | Juan Martín Parodi  | 76' |
| 22    | DEL   | Vicente Sánchez     |     |
| 19    | DEL   | Jorge Martínez      | 77' |
| 18    | DEL   | Richard Morales     |     |
| D. T. | D. T. | Jorge Fossati       |     |

| 10 | MED | Néider Morantes  | 46' |
| 14 | DEL | Edixon Perea     | 60' |
| 3  | MED | Jaime Castrillón | 78' |

| 5  | MED | Marcelo Sosa   | 59' |
| 21 | DEL | Diego Forlán   | 76' |
| 7  | MED | Gustavo Varela | 77' |

| 70' (pen.) | Sergio Herrera | 1:1 |

| 2' · 80' | Fabián Estoyanoff Vicente Sánchez | 0:1 1:2 |

| 22' · 40' · 67' | Sergio Herrera Andrés Orozco Andrés González |

| 4' · 61' · 72' | Fabián Estoyanoff Carlos Diogo Marcelo Sosa |

| Principal  | René Ortubé     |
| Asistentes | Christian Julio |
|            | Plácido Chuello |
| Cuarto     | Rubén Selmán    |

| 1     | POR   | Juan Carlos Henao |     |
| 2     | DEF   | Andrés González   |     |
| 5     | DEF   | Andrés Orozco     |     |
| 20    | DEF   | Gustavo Victoria  |     |
| 22    | DEF   | Gonzalo Martínez  |     |
| 18    | MED   | Abel Aguilar      |     |
| 15    | MED   | Jhon Viáfara      |     |
| 17    | MED   | Jairo Patiño      | 78' |
| 8     | MED   | David Ferreira    | 60' |
| 11    | DEL   | Elkin Murillo     | 46' |
| 9     | DEL   | Sergio Herrera    |     |
| D. T. | D. T. | Reinaldo Rueda    |     |

| 12    | POR   | Luis Barbat         |     |
| 2     | DEF   | Joe Bizera          |     |
| 6     | DEF   | Alejandro Lago      |     |
| 14    | DEF   | Guillermo Rodríguez |     |
| 17    | DEF   | Carlos Diogo        |     |
| 8     | MED   | Omar Pouso          |     |
| 13    | MED   | Fabián Estoyanoff   | 59' |
| 10    | MED   | Juan Martín Parodi  | 76' |
| 22    | DEL   | Vicente Sánchez     |     |
| 19    | DEL   | Jorge Martínez      | 77' |
| 18    | DEL   | Richard Morales     |     |
| D. T. | D. T. | Jorge Fossati       |     |

| 10 | MED | Néider Morantes  | 46' |
| 14 | DEL | Edixon Perea     | 60' |
| 3  | MED | Jaime Castrillón | 78' |

| 5  | MED | Marcelo Sosa   | 59' |
| 21 | DEL | Diego Forlán   | 76' |
| 7  | MED | Gustavo Varela | 77' |

| 70' (pen.) | Sergio Herrera | 1:1 |

| 2' · 80' | Fabián Estoyanoff Vicente Sánchez | 0:1 1:2 |

| 22' · 40' · 67' | Sergio Herrera Andrés Orozco Andrés González |

| 4' · 61' · 72' | Fabián Estoyanoff Carlos Diogo Marcelo Sosa |

| Principal  | René Ortubé     |
| Asistentes | Christian Julio |
|            | Plácido Chuello |
| Cuarto     | Rubén Selmán    |

| 1     | POR   | Juan Carlos Henao |     |
| 2     | DEF   | Andrés González   |     |
| 5     | DEF   | Andrés Orozco     |     |
| 20    | DEF   | Gustavo Victoria  |     |
| 22    | DEF   | Gonzalo Martínez  |     |
| 18    | MED   | Abel Aguilar      |     |
| 15    | MED   | Jhon Viáfara      |     |
| 17    | MED   | Jairo Patiño      | 78' |
| 8     | MED   | David Ferreira    | 60' |
| 11    | DEL   | Elkin Murillo     | 46' |
| 9     | DEL   | Sergio Herrera    |     |
| D. T. | D. T. | Reinaldo Rueda    |     |

| 12    | POR   | Luis Barbat         |     |
| 2     | DEF   | Joe Bizera          |     |
| 6     | DEF   | Alejandro Lago      |     |
| 14    | DEF   | Guillermo Rodríguez |     |
| 17    | DEF   | Carlos Diogo        |     |
| 8     | MED   | Omar Pouso          |     |
| 13    | MED   | Fabián Estoyanoff   | 59' |
| 10    | MED   | Juan Martín Parodi  | 76' |
| 22    | DEL   | Vicente Sánchez     |     |
| 19    | DEL   | Jorge Martínez      | 77' |
| 18    | DEL   | Richard Morales     |     |
| D. T. | D. T. | Jorge Fossati       |     |

| 10 | MED | Néider Morantes  | 46' |
| 14 | DEL | Edixon Perea     | 60' |
| 3  | MED | Jaime Castrillón | 78' |

| 5  | MED | Marcelo Sosa   | 59' |
| 21 | DEL | Diego Forlán   | 76' |
| 7  | MED | Gustavo Varela | 77' |

| 70' (pen.) | Sergio Herrera | 1:1 |

| 2' · 80' | Fabián Estoyanoff Vicente Sánchez | 0:1 1:2 |

| 22' · 40' · 67' | Sergio Herrera Andrés Orozco Andrés González |

| 4' · 61' · 72' | Fabián Estoyanoff Carlos Diogo Marcelo Sosa |

| Principal  | René Ortubé     |
| Asistentes | Christian Julio |
|            | Plácido Chuello |
| Cuarto     | Rubén Selmán    |

## Goleadores
| Jugador        | Goles anotados | Asis. | PJ |   |
| Tressor Moreno | 2              | -     | -  | - |
| Abel Aguilar   | 2              | -     | -  | - |
| Edixon Perea   | 1              | -     | -  | - |
| Edwin Congo    | 1              | -     | -  | - |
| Sergio Herrera | 1              | -     | -  | - |
| -------------- | -------------- | ----- | -- | - |

| Predecesor: Colombia 2001 | Colombia en la Copa América Perú 2004 | Sucesor: Venezuela 2007 |

- Datos: Q22082615